# Зелинская, Мария Сергеевна
Мария Сергеевна Зелинская (род. 25 августа 1988, Ростов-на-Дону) — драматург, сценарист, преподаватель Московской школы нового кино и режиссёр.
Лауреат сценарной премии «Слово» за «Лучший сценарный дебют» (2021).
Лауреат сценарной премии «Личное дело» журнала искусство кино за лучший сценарий.
Номинант на театральную премию «Золотая маска» в номинации «Лучшая работа драматурга» за спектакль-вербатим «Мирение. Телеутские новеллы».

## Биография
Мария Зелинская окончила факультет филологии и журналистики ЮФУ. Работала журналистом, выпускающим и главным редактором различных ростовских изданий. В 2008 году начала заниматься драматургией. Без специального образования менять сферу деятельности было непросто, помогали различные фестивали, книги и общение с коллегами. На творчество очень сильно повлияло течение «новая драма», знакомство с «Театр.doc» и дружба с так называемой «тольяттинской школой драматургии» в лице современных авторов — Вадима Леванова и Вячеслава Дурненкова. Это принесло первые победы, а вскоре Зелинская стала победителем Всероссийского конкурса «Дебют» в номинации «драматургия» (пьеса «Слышишь?»), многократным финалистом, лауреатом топовых драматургических конкурсов и фестивалей, таких как: «Премьера.txt», «Любимовка», «Авторская сцена», «Новая пьеса», «Ремарка», «Действующие лица», «Кульминация» и др.
Пьесы и сценарии напечатаны в сборниках «Сюжеты», «Скука двенадцатого года», «Лучшие пьесы 2012 года», «Лучшие пьесы 2015 года», журнале «Современная драматургия» и «Искусство кино» (литературные сценарии «Шавка», «Шум крови»).
С 2012 года участвует в проектах, направленных на социально-культурную реабилитацию детей и подростков с ограниченными возможностями, таких как «Класс мира» (Сочи), «Большая перемена» (Пермь), «Первый акт» (Киров), «Границ.net» (Петрозаводск), «Грани» (Москва), «Go ball» (Сергиев-Посад) и др. Совместно с Ольгой Калашниковой и Вячеславом Дурненковым провела три проекта по социально-культурной реабилитации заключенных «Арт-Амнистия» в тюрьмах и колониях Ростова-на-Дону, Батайска и Азова. Результатом одного из проектов явилось создание «Тюремного театра» в исправительной колонии строгого режима № 15 (г. Батайск), в котором, спустя год репетиций, был выпущен спектакль «Король Лир» (реж. Ольга Калашникова).
В 2012 году по приглашению драматурга Сергея Медведева и режиссёра Виктора Шамирова вошла в авторскую группу сериала «Местные новости» о ростовских журналистах, который снят в Ростове-на-Дону. В 2013 году совместно с Вячеславом Дурненковым написала романтическую комедию «Домоправитель», после поступила учиться в Московскую школу нового кино и решила заняться изучением сценарного мастерства.
С 2015 года по приглашению Дмитрия Мамулии начала преподавать сценарное мастерство в Московской школе нового кино. В 2017 году написала авторскую программу обучения, основанную на стыке драматургии и психоанализа, и в качестве мастера выпустила собственный курс сценаристов, который по мнению экспертов признан одним из лучших в Москве.
В 2017 году пьеса «Хуманитас инжиниринг», ранее отмеченная на конкурсах и фестивалях, была поставлена в трех театрах России — в Прокопьевском театре драмы, в Нижегородском театре комедии, а также в МХТ имени Чехова
В 2017 году документальная пьеса Вячеслава Дурненкова и Марии Зелинской «Мирение. Телеутские новеллы» стала номинантом премии «Золотая Маска»
Сотрудничает с такими кинокомпаниями, как «Среда», «Арт Пикчерс», «СТВ», «Нон-стоп продакшн» и др.

## Некоторые постановки
- 2009 — «Недетская история» (реж. Фёдор Наретя). Студия «Турандот», Ростов-на-Дону.[17]
- 2013 — «Как живые» (реж. О. Калашникова). Театр «18+», Ростов-на-Дону.[18][19][20]
- 2013 — «Фантазеры» по рассказам Н. Носова (реж. Антон Калипанов, Ольга Шайдуллина). Совместная постановка Творческого объединения «КультПроект» (г. Москва) и Томского театра куклы и актера «Скоморох» им. Р.Виндермана, Томск.[21]
- 2016 — «Sei still»/«Замолчи» (реж. Уте Циммерманс, на немецком языке) в рамках сценического коллажа «Stück für Stück zum Glück» интернационального студенческого театрального проекта Берлинского университета имени Гумбольдта
, Берлин.
- 2016 — «Шерлок Холмс (Вампир из Сассекса)» (реж. К. Левшин) Московский детский театр теней[22]
- 2017 — «Киборг, i love you» (реж. Д. Чащин). Прокопьевский театр драмы[23][24][25]
- 2017 — «Любовь премиум класса» (реж. О. Галицкий). Нижегородский театр комедии[26][27]
- 2017 — «Механика любви» (реж. Ю. Кравец), МХТ им. Чехова.
- 2017 — «Хуманитас Инжиниринг» (реж. Б. Черев), Центр ненормативной лирики, Челябинск[28][29]
- 2018 — «Человек из машины» (реж. Р. Нанава), Театр на Васильевском, СПб[30][31]
- 2018 — «Не сотвори себе…» (реж. Г. Полищук), Астраханский драматический театр[32][33]
- 2019 — «Роботы тоже плачут» (реж. М. Булатова), Красноярский театр современной драмы «Вспышка»